# Lucie Laroche
Lucie Laroche (ur. 23 października 1968 w Quebecu) – kanadyjska narciarka alpejska.

## Kariera
W zawodach Pucharu Świata zadebiutowała 8 marca 1987 roku w Canmore, gdzie zajęła 22. miejsce w zjeździe. Pierwsze punkty wywalczyła 5 marca 1988 roku w Aspen, gdzie zajęła piętnaste miejsce w tej samej konkurencji. Na podium zawodów tego cyklu pierwszy raz stanęła 16 grudnia 1990 roku w Meiringen, kończąc rywalizację w supergigancie na trzeciej pozycji. W zawodach tych wyprzedziły ją jedynie Chantal Bournissen ze Szwajcarii i Austriaczka Petra Kronberger. W kolejnych startach jeszcze jeden raz stanęła na podium: 15 marca 1991 roku w Vail zajęła drugie miejsce w zjeździe. W sezonie 1990/1991 zajęła 18. miejsce w klasyfikacji generalnej, a w klasyfikacjach zjazdu i supergiganta była dziesiąta.
Wystartowała na igrzyskach olimpijskich w Calgary w 1988 roku, gdzie zajęła 19. miejsce w supergigancie. W tej samej konkurencji była też między innymi trzynasta podczas mistrzostw świata w Vail w 1989 roku.

## Osiągnięcia

### Igrzyska olimpijskie
| Miejsce | Dzień     | Rok  | Miejscowość | Konkurencja | Czas biegu | Strata | Zwyciężczyni |
| ------- | --------- | ---- | ----------- | ----------- | ---------- | ------ | ------------ |
| 19.     | 22 lutego | 1988 | Calgary     | Supergigant | 1:19,03    | +2,92  | Sigrid Wolf  |

### Mistrzostwa świata
| Miejsce | Dzień       | Rok  | Miejscowość | Konkurencja | Czas biegu | Strata     | Zwyciężczyni       |
| ------- | ----------- | ---- | ----------- | ----------- | ---------- | ---------- | ------------------ |
| 13.     | 8 lutego    | 1989 | Vail        | Supergigant | 1:19,46    | +1,35      | Ulrike Maier       |
| 15.     | 26 stycznia | 1991 | Saalbach    | Zjazd       | 1:29,12    | +1,72      | Petra Kronberger   |
| 25.     | 29 stycznia | 1991 | Saalbach    | Supergigant | 1:08,72    | +2,75      | Ulrike Maier       |
| 15.     | 31 stycznia | 1991 | Saalbach    | Kombinacja  | 26,45 pkt  | +61,46 pkt | Chantal Bournissen |

### Puchar Świata

#### Miejsca w klasyfikacji generalnej
- sezon 1987/1988: 72.
- sezon 1988/1989: 45.
- sezon 1990/1991: 18.

#### Miejsca na podium
1. Meiringen – 16 grudnia 1990 (supergigant) – 3. miejsce
2. Vail – 15 marca 1991 (zjazd) – 2. miejsce